# Povratak prvoj ljubavi/Return to the First Love
Povratak prvoj ljubavi/Return to the First Love je tretji in prvi dvojni studijski album hrvaškega klaviaturista Tihomirja Popa Asanovića, ki je izšel 1. februarja 2019 pri založbi Croatia Records.

## Ozadje
Povratak prvoj ljubavi/Return to the First Love je izšel 43 let po drugem albumu Asanovića, Pop, in 45 let po njegovem prvencu, Majko Zemljo, ki je pridobil kultni status. Poleg samostojne kariere, sodelovanja v skupinah Time, September in Jugoslovenska Pop Selekcija, je kot studijski glasbenik sodeloval s številnimi izvajalci kot so Boško Petrović, Josipa Lisac, Pro arte in številnimi drugimi. Na albumu je zbral vse najboljše glasbenike iz te regije. Skupino Tihomir Pop Asanović & Prijatelji, poleg Popa, sestavljajo vokalistka Sabrina Hebiri, kitarist Jani Moder, basist Davir Črnigoj in bobnar David Morgan. Kot gostje so pri albumu sodelovali Vlatko Stefanovski, Dragi Jelić, Radomir Mihajlović Točak, Nenad Čanak, Vedran Božić, Primož Grašič, Amir Gwirtzman, Aki Rahimovski, Janez Bončina, Vlado Janevski, Karolina Gočeva, Saša Antić, Tone Tuoro in Vinko Mihić.

## Kritični sprejem
Recenzor spletnega portala Sound Guardian je v svoji recenziji poudaril, da se sodelovanje glasbenikov na albumu »odvija z lahkoto, uigrano, gladko, kar presega pričakovanja. Okusne kitarske miniature Vedrana Božića in Radomira Mihajlovića-Točka podpira čvrsta in nevsiljiva linija bas kitare in bobnov, Asanovićeve klaviature pa kot da dodajajo smetano na ta okusen izdelek. Vsebina albuma ima svojo glavo in rep, svoje zakonitosti v formatu fusion jazza ali funka /.../.« V nadaljevanju je dodal, da nam je Tihomir Pop Asanović »vsilil nadvse zabavno, malce arhaično, odlično odigrano matrico prepoznane in konsistentne vsebine /.../.«

## Seznam skladb
| Disk 1: Povratak prvoj ljubavi | Disk 1: Povratak prvoj ljubavi | Disk 1: Povratak prvoj ljubavi                      | Disk 1: Povratak prvoj ljubavi |
| Št.                            | Naslov                         | Pisec                                               | Dolžina                        |
| ------------------------------ | ------------------------------ | --------------------------------------------------- | ------------------------------ |
| 1.                             | „Femme Fatale‟                 | Tihomir Pop Asanović, Aleksandar Antić, Zlatko Gall | 5:24                           |
| 2.                             | „Male stvari‟                  | Asanović, Una Subotić, Gall                         | 3:59                           |
| 3.                             | „Gledaš u mene‟                | Asanović, Gall                                      | 4:26                           |
| 4.                             | „Domovino moja‟                | Asanović, Janez Bončina                             | 5:13                           |
| 5.                             | „Uvijek možeš se dić'‟         | Asanović, Gall                                      | 3:59                           |
| 6.                             | „Kao Lucy‟                     | Asanović, Gall                                      | 3:21                           |
| 7.                             | „Ludo momče Makedonče‟         | Asanović, Vlado Janevski                            | 5:11                           |
| 8.                             | „Poruka‟                       | Asanović, Gall                                      | 3:20                           |
| 9.                             | „Express Novi Sad‟             | Asanović                                            | 4:29                           |
| 10.                            | „Noć u klubu‟                  | Asanović, Gall                                      | 5:18                           |
| Skupna dolžina:                | Skupna dolžina:                | Skupna dolžina:                                     | 44:40                          |

| Disk 2: Return to the First Love | Disk 2: Return to the First Love | Disk 2: Return to the First Love    | Disk 2: Return to the First Love |
| Št.                              | Naslov                           | Pisec                               | Dolžina                          |
| -------------------------------- | -------------------------------- | ----------------------------------- | -------------------------------- |
| 11.                              | „Days of Daze‟                   | Asanović, Anton Dražić, Vinko Mihić | 5:24                             |
| 12.                              | „Little Things‟                  | Asanović, Janevski                  | 3:59                             |
| 13.                              | „My First and Last‟              | Asanović, Janevski                  | 4:25                             |
| 14.                              | „To Mother Earth‟                | Asanović, Mihić                     | 5:13                             |
| 15.                              | „Shooting for the Stars‟         | Asanović, Janevski                  | 3:58                             |
| 16.                              | „Skywalk‟                        | Asanović, Mihić                     | 3:21                             |
| 17.                              | „Crazy Macedonian Boy‟           | Asanović                            | 5:11                             |
| 18.                              | „Message‟                        | Asanović, Janevski                  | 3:20                             |
| 19.                              | „Express Novi Sad‟               | Asanović                            | 4:29                             |
| 20.                              | „Night At The Club‟              | Asanović, Mihić                     | 5:18                             |
| Skupna dolžina:                  | Skupna dolžina:                  | Skupna dolžina:                     | 44:38                            |

## Zasedbe
| - »Femme Fatale« - Bas kitara – Davor Črnigoj - Bobni – David Morgan - Električna kitara – Jani Moder - Klaviature – Tihomir Pop Asanović - Vokal – Sabrina Hebiri - Solist, rap – Saša Antić - »Male stvari« - Bas kitara – Davor Črnigoj - Bobni – David Morgan - Električna kitara – Jani Moder - Klaviature – Tihomir Pop Asanović - Vokal – Sabrina Hebiri - Solist, električna kitara – Vedran Božić - »Gledaš u mene« - Bas kitara – Davor Črnigoj - Bobni – David Morgan - Električna kitara – Jani Moder - Klaviature – Tihomir Pop Asanović - Vokal – Sabrina Hebiri - Solist, električna kitara – Primož Grašič - »Domovino moja« - Bas kitara – Davor Črnigoj - Bobni – David Morgan - Klaviature – Tihomir Pop Asanović - Vokal – Sabrina Hebiri - Solista, vokal – Janez Bončina, Aki Rahimovski - Solist, električna kitara – Jani Moder - »Uvijek možeš se dić'« - Bas kitara – Davor Črnigoj - Bobni – David Morgan - Električna kitara – Jani Moder - Klaviature – Tihomir Pop Asanović - Vokal – Sabrina Hebiri - Solist, električna kitara – Primož Grašič - »Kao Lucy« - Bas kitara – Davor Črnigoj - Bobni – David Morgan - Električna kitara – Jani Moder, Vedran Božić - Klaviature – Tihomir Pop Asanović - Vokal – Sabrina Hebiri - Solist, električna kitara – Dragi Jelić - »Ludo momče Makedonče« - Bas kitara – Davor Črnigoj - Bobni – David Morgan - Električna kitara – Jani Moder, Vedran Božić - Klaviature – Tihomir Pop Asanović - Solist, električna kitara – Vlatko Stefanovski - Solist, davul – Aleksandar Jovevski - Solist, klaviature – Nenad Čanak - Solist, saksofon, flavta – Amir Gwirtzman - Solista, vokal – Karolina Gočeva, Vlado Janevski - »Poruka« - Bas kitara – Davor Črnigoj - Bobni – David Morgan - Električna kitara – Jani Moder, Vedran Božić - Klaviature – Tihomir Pop Asanović - Vokal – Sabrina Hebiri - Solist, električna kitara – Radomir Mihajlović Točak - »Express Novi Sad« - Bas kitara – Davor Črnigoj - Bobni – David Morgan - Električna kitara – Jani Moder - Klaviature – Tihomir Pop Asanović - Solist, klaviature – Nenad Čanak - Solist, saksofon, flavta – Amir Gwirtzman - »Noć u klubu« - Bas kitara – Davor Črnigoj - Bobni – David Morgan - Električna kitara – Vedran Božić - Klaviature – Tihomir Pop Asanović - Solist, električna kitara – Jani Moder | - »Days of Daze« - Bas kitara – Davor Črnigoj - Bobni – David Morgan - Električna kitara – Jani Moder - Klaviature – Tihomir Pop Asanović - Vokal – Sabrina Hebiri - Solist, rap – Tone Tuoro - »Little Things« - Bas kitara – Davor Črnigoj - Bobni – David Morgan - Električna kitara – Jani Moder - Klaviature – Tihomir Pop Asanović - Vokal – Sabrina Hebiri - Solist, električna kitara – Vedran Božić - »My First and Last« - Bas kitara – Davor Črnigoj - Bobni – David Morgan - Električna kitara – Jani Moder - Klaviature – Tihomir Pop Asanović - Vokal – Sabrina Hebiri - Solist, električna kitara – Primož Grašič - »To Mother Earth« - Bas kitara – Davor Črnigoj - Bobni – David Morgan - Klaviature – Tihomir Pop Asanović - Vokal – Sabrina Hebiri - Solist, električna kitara – Jani Moder - Solista, vokal – Vinko Mihić, Vlado Janevski - »Shooting for the Stars« - Bas kitara – Davor Črnigoj - Bobni – David Morgan - Električna kitara – Jani Moder - Klaviature – Tihomir Pop Asanović - Vokal – Sabrina Hebiri - Solist, električna kitara – Primož Grašič - »Skywalk« - Bas kitara – Davor Črnigoj - Bobni – David Morgan - Električna kitara – Jani Moder, Vedran Božić - Klaviature – Tihomir Pop Asanović - Vokal – Sabrina Hebiri - Solist, električna kitara – Dragi Jelić - »Crazy Macedonian Boy« - Bas kitara – Davor Črnigoj - Bobni – David Morgan - Električna kitara – Jani Moder - Klaviature – Tihomir Pop Asanović - Solist, električna kitara – Vlatko Stefanovski - Solist, davul – Aleksandar Jovevski - Solist, saksofon, flavta – Amir Gwirtzman - »Message« - Bas kitara – Davor Črnigoj - Bobni – David Morgan - Električna kitara – Jani Moder, Vedran Božić - Klaviature – Tihomir Pop Asanović - Vokal – Sabrina Hebiri - Solist, električna kitara – Drago Vidaković - »Express Novi Sad« - Bas kitara – Davor Črnigoj - Bobni – David Morgan - Električna kitara – Jani Moder - Klaviature – Tihomir Pop Asanović - Solist, klaviature – Nenad Čanak - Solist, saksofon, flavta – Amir Gwirtzman - »Night at the Club« - Bas kitara – Davor Črnigoj - Bobni – David Morgan - Električna kitara – Vedran Božić - Klaviature – Tihomir Pop Asanović - Vokal – Sabina Hebiri - Solist, električna kitara – Jani Moder |

## Produkcija
- Producent: Duško Mandić
- Miks, mastering: Goran Martinac (11–20), Matej Gobec
- Inženiring: Duško Mandić, Goran Martinac, Matej Gobec, Mauro Širol (11–20)
- Urednika: Frane Tomašić, Nikola Knežević
- Za založbo: Želimir Babogredac
- Fotografija: Milan Aleksandar Asanović, Nikola Knežević